# Kagera (region)

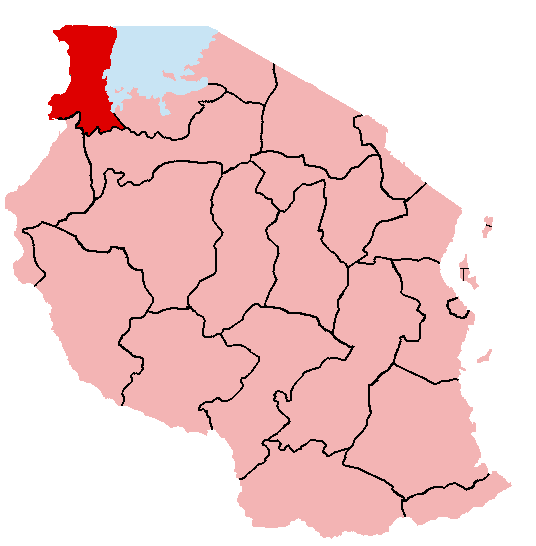
Kageras läge i Tanzania.

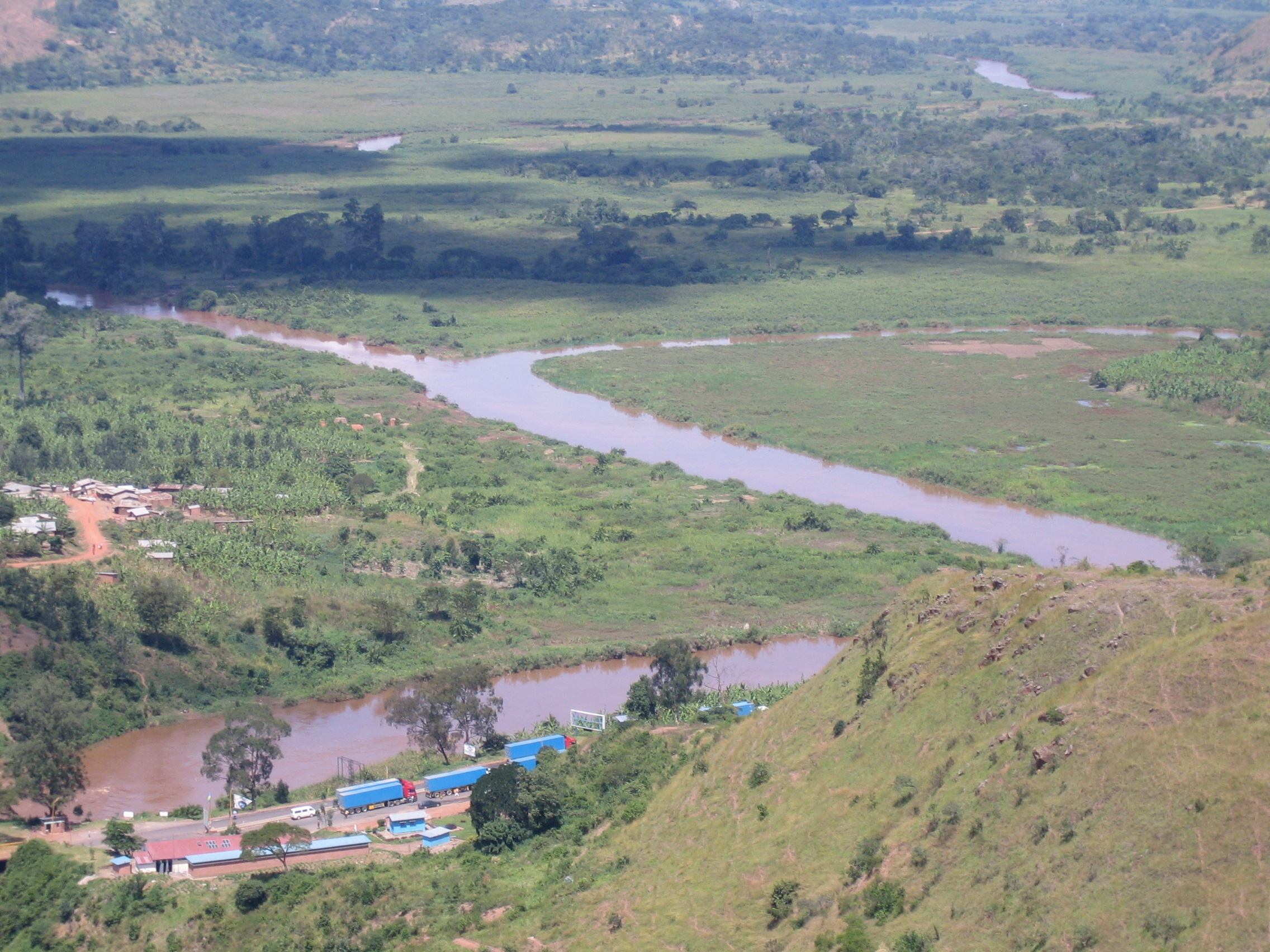
Kageraflodens sammanflöde med Rurubufloden vid gränsen mot Rwanda.

Kagera är en av Tanzanias 26 regioner och är belägen vid Victoriasjön i den nordvästra delen av landet, med gräns mot Burundi, Rwanda och Uganda. Den har en beräknad folkmängd av 2 469 903 invånare 2009 på en yta av 28 388 km². Administrativ huvudort är Bukoba. Regionen var känd som West Lake, eller på swahili Ziwa Magharibi, fram till 1984 då den bytte namn till det nuvarande. Regionen har fått sitt namn efter Kagerafloden som utgör gränsen mot Rwanda i väster, med vidare dragning österut längs norra delen av regionen där den till slut mynnar ut i Victoriasjön.[källa behövs]
I regionen lever bland annat haya-folket. I början av 1990-talet var regionen mycket hårt drabbad av hiv- och aidsepidemin.

## Administrativ indelning
Regionen är indelad i sex distrikt:
- Biharamulo
- Bukoba landsbygd
- Bukoba stad
- Karagwe
- Muleba
- Ngara

## Urbanisering
Regionens urbaniseringsgrad beräknas till 9,35 % år 2009, vilket är en uppgång från 8,96 % året innan. Den största staden är Bukoba, med endast ytterligare fyra orter med över 5 000 invånare. 
| Ort              | Distrikt    | Invånarantal 2002 |
| ---------------- | ----------- | ----------------- |
| Bukoba           | Bukoba stad | 59 157            |
| Chato            | Biharamulo  | 13 540            |
| Biharamulo Mjini | Biharamulo  | 9 585             |
| Buseresere       | Biharamulo  | 9 202             |
| Buziku           | Biharamulo  | 5 331             |